# Schutzmannschafts-Bataillon 57
Das Schutzmannschafts-Bataillon 57 (Schuma 57) war ein militärischer Verband der Schutzmannschaft, der 1942 von den deutschen Besatzern in Weißrussland vorwiegend aus Ukrainern und Belarussen aufgestellt wurde. Vormalige Angehörige des deutschen Reserve-Polizei-Bataillons 3 stellten die Führer und Unterführer der Einheit. Der Kommandant der 1. Kompanie dieser Einheit, Hans Siegling, hatte das Schuma 57 selbst rekrutiert und ausgebildet. Das Schuma 57 wurde bis zum deutschen Rückzug im Sommer 1944 zur Partisanenbekämpfung in Weißrussland eingesetzt und nahm an mehreren Vernichtungsaktionen gegen die Zivilbevölkerung teil, bei denen Tausende Männer, Frauen und Kinder ermordet wurden.

## Aufstellung
Das Schutzmannschaftsbataillon 57 (Schuma 57) wurde seit Anfang 1942 durch Hans Siegling, den Kommandeur der 1. Kompanie des Reserve-Polizei-Bataillons 3, aus Ukrainern und Belarussen für den Partisanenkampf aufgebaut. Zur Ausbildung zog Siegling auch Unterführer und Mannschaftsdienstgrade seiner Kompanie heran, die zu diesem Zeitpunkt der Einsatzgruppe B zugeordnet war und sich aktiv an der Vernichtung der Juden beteiligte. Im Spätsommer 1942 trat die 1. Kompanie bis auf ein kleines Nachkommando zum Schuma 57 über. Die deutschen Ordnungspolizisten wurden in der neuen Einheit als Stamm- und Unterführerpersonal eingebaut. Im Dezember 1942 erhielt der Verband die Bezeichnung Schutzmannschafts-Bataillon 57 und wurde dem Höheren SS- und Polizeiführer Curt von Gottberg in Minsk unterstellt.
Das Bataillon wurde in Horodyska, 40 km nördlich von Baranowicze stationiert. Es bestand aus 80 Deutschen sowie 300 bis 400 Ukrainern, Russen und Belarussen. Neben zwei Kompanien verfügte die Einheit über eine Reiterabteilung und einen Panzerspähzug aus russischen Beutepanzern. Außer den Offizieren und den Angehörigen des Bataillonsstabes waren auch die Zugführer- und Gruppenführer und deren Stellvertreter, die Panzerkommandanten und MG-Schützen Deutsche. Insgesamt sind 156 deutsche Angehörige des Schuma 57 bekannt.

## Einsätze
Bis Ende Juni 1944 betätigte sich das Schuma 57 im Verbund mit anderen Verbänden an der Partisanenbekämpfung, vor allem gegen die Zivilbevölkerung. Die Angehörigen des Schuma 57 exekutierten wiederholt Zivilisten, darunter die Einwohner ganzer Dörfer. Nach dem Historiker Stefan Klemp handelte es sich bei diesen Unternehmungen „um nichts anderes als die Ausrottung der einheimischen Zivilbevölkerung“, mithin um Mord.
Eine der brutalsten dieser Aktionen der Kampfgruppe von Gottberg war das sogenannte Unternehmen Hornung. Dabei wurden vom 8. bis 26. Februar 1943 im Raum Lenin–Hansewicze–Sluzk 12.897 Menschen getötet, davon 3.300 Juden, die zuvor aus dem Ghetto Sluzk vertrieben worden waren. Daran nahmen neben dem Schuma 57 das SS-Sonderbataillon Dirlewanger, das Polizei-Bataillon 307 und das SS-Polizeiregiment 2, die Polizei-Nachrichten-Kompanie 112 und die Polizei-Panzer-Kompanie 12 teil. Bei diesem von vornherein als Vernichtungsaktion geplanten Unternehmen wurden die Dörfer des Landstrichs zerstört, das Vieh geraubt, sämtliche Bewohner erschossen und das „befriedete“ Gebiet als Niemandsland zurückgelassen. Das Schuma 57 meldete beispielsweise am 16. Februar 1943, allein in Kopaczewicze (Kopazewitschi) 600 „Bandenverdächtige“ und am 17. Februar, in Petenice und Milkowicze ca. 320 „Bandenverdächtige“ erschossen zu haben. Unter den „Bandenverdächtigen“ befanden sich zahlreiche Frauen und Kinder. Aber auch unter „Feindtoten“ wurden Unbewaffnete gezählt. Die eigenen Verluste im Verlauf der gesamten Aktion, bei der es vereinzelt zu Gefechten mit Partisanen kam, betrugen 29 Deutsche und 27 ausländische Hilfskräfte.
Weitere Aktionen, an denen das Schuma 57 teilnahm, waren das Unternehmen Cottbus und das Unternehmen „Hermann“. Beim Unternehmen „Cottbus“ wurden mindestens 9.776 Menschen getötet. Weitere 2.000–3.000 kamen ums Leben, als sie von den Deutschen zur „Entminung“ auf Minenfelder getrieben wurden. Möglicherweise gab es bei dieser Unternehmung sogar über 20.000 Opfer. Während des Unternehmens „Hermann“ wurden 4.280 Menschen getötet und 20.954 als Arbeitskräfte deportiert. Eine Beteiligung des Schuma 57 an Massenerschießungen von Juden ist nicht belegt, ausgenommen drei Fälle mit insgesamt 42 jüdischen Opfern.

## Nachfolgeformation
Als sich die Deutschen im Sommer 1944 aus Weißrussland zurückzogen, wurden die Hilfskräfte in Ostpreußen und im Generalgouvernement gesammelt. Hier formierte Siegling die Einheiten zur Schutzmannschafts-Brigade „Siegling“, die auf Befehl Himmlers am 31. Juli 1944 zur 30. Waffen-Grenadier-Division der SS (russische Nr. 2) transformiert wurde.

## Strafverfolgung
Nach dem Zweiten Weltkrieg wurden deutschen Angehörigen des Schuma 57 von der Zentralstelle im Lande Nordrhein-Westfalen für die Bearbeitung von nationalsozialistischen Massenverbrechen in Dortmund die Beteiligung an acht Massenerschießungen vorgeworfen. Im Laufe der Ermittlungen ergaben sich Hinweise auf die Beteiligung an 35 weiteren Exekutionen. Im Abschlussvermerk der Verfahren durch die Zentralstelle Dortmund vom 1. März 1977 wurden schließlich 70 Massenerschießungen genannt. Die allermeisten Verfahren endeten mit Einstellung, eines mit Freispruch. Einige Verfahren wurden abgetrennt und an andere Staatsanwaltschaften übergeben. Eine Verurteilung eines Bataillonsangehörigen ist nicht bekannt.